# Matt Brown
Pour les articles homonymes, voir Brown.
Matthew Burton Brown, né le 10 janvier 1981 à Xenia dans l'Ohio, est un pratiquant professionnel américain d'arts martiaux mixtes (MMA). Il combat actuellement à l'Ultimate Fighting Championship dans la division des poids mi-moyens.

## Distinctions
- Ultimate Fighting Championship
  - Combat de la soirée (trois fois) (contre Jordan Mein/contre Erick Silva/contre Robbie Lawler)
  - KO de la soirée (une fois)
  - Performance de la soirée (une fois)
- International Sport Combat Federation
  - Champions poids mi-moyens East Coast ISCF

## Palmarès en arts martiaux mixtes
| 42 combats     | 23 victoires | 19 défaites |
| Par KO         | 15           | 3           |
| Par soumission | 6            | 10          |
| Sur décision   | 2            | 6           |

| Résultat | Record | Adversaire       | Méthode                                        | Événement                                | Date              | Round | Temps | Lieu                                       | Notes                                                       |
| -------- | ------ | ---------------- | ---------------------------------------------- | ---------------------------------------- | ----------------- | ----- | ----- | ------------------------------------------ | ----------------------------------------------------------- |
| Défaite  | 23-19  | Bryan Barberena  | Décision partagée                              | UFC on ESPN 33 - Blaydes vs. Daukaus     | 26 mars 2022      | 3     | 5:00  | Columbus, Ohio, États-Unis                 |                                                             |
| Victoire | 23-18  | Dhiego Lima      | KO (coup de poing)                             | UFC on ESPN 25 - Korean Zombie vs. Ige   | 19 juin 2021      | 2     | 3:02  | Las Vegas, Nevada, États-Unis              |                                                             |
| Défaite  | 22-18  | Carlos Condit    | Décision unanime                               | UFC on ABC 1 - Holloway vs. Kattar       | 16 janvier 2021   | 3     | 5:00  | Île de Yas, Abou Dabi, Émirats arabes unis |                                                             |
| Défaite  | 22-17  | Miguel Baeza     | TKO (poings)                                   | UFC on ESPN 8 - Overeem vs. Harris       | 16 mai 2020       | 2     | 0:18  | Jacksonville, Floride, États-Unis          |                                                             |
| Victoire | 22-16  | Ben Saunders     | KO (coudes et poings)                          | UFC 245 - Usman vs. Covington            | 14 décembre 2019  | 2     | 4:55  | Las Vegas, Nevada, États-Unis              |                                                             |
| Victoire | 21-16  | Diego Sanchez    | KO (coup de coude)                             | UFC Fight Night 120 - Poirier vs. Pettis | 11 novembre 2017  | 1     | 3:44  | Norfolk, Virginie, États-Unis              |                                                             |
| Défaite  | 20-16  | Donald Cerrone   | TKO (head kick)                                | UFC 206: Holloway vs. Pettis             | 10 décembre 2016  | 3     | 0:34  | Toronto, Ontario, Canada                   |                                                             |
| Défaite  | 20-15  | Jake Ellenberger | TKO (coup de pied au ventre et coups de poing) | UFC 201: Lawler vs. Woodley              | 30 juillet 2016   | 1     | 1:46  | Atlanta, Georgie, États-Unis               |                                                             |
| Défaite  | 20-14  | Demian Maia      | Soumission (étranglement arrière)              | UFC 198: Werdum vs. Miocic               | 14 mai 2016       | 3     | 4:31  | Curitiba, Brésil                           |                                                             |
| Victoire | 20-13  | Tim Means        | Soumission (étranglement en guillotine)        | UFC 189: Mendes vs. McGregor             | 11 juillet 2015   | 1     | 4:44  | Las Vegas, Nevada, États-Unis              |                                                             |
| Défaite  | 19-13  | Johny Hendricks  | Décision unanime                               | UFC 185: Pettis vs. dos Anjos            | 14 mars 2015      | 3     | 5:00  | Dallas, Texas, États-Unis                  |                                                             |
| Défaite  | 19-12  | Robbie Lawler    | Décision unanime                               | UFC on Fox: Lawler vs. Brown             | 26 juillet 2014   | 5     | 5:00  | San Jose, Californie, États-Unis           | Combat de la soirée.                                        |
| Victoire | 19-11  | Erick Silva      | TKO (coups de poing)                           | UFC Fight Night: Brown vs. Silva         | 10 mai 2014       | 3     | 2:11  | Cincinnati, Ohio, États-Unis               | Combat de la soirée. Performance de la soirée.              |
| Défaite  | 18-11  | Mike Pyle        | KO (coups de poing)                            | UFC Fight Night: Shogun vs. Sonnen       | 17 août 2013      | 1     | 0:29  | Boston, Massachusetts, États-Unis          | KO de la soirée.                                            |
| Victoire | 17-11  | Jordan Mein      | TKO (coups de coude)                           | UFC on Fox: Henderson vs. Melendez       | 20 avril 2013     | 2     | 1:00  | San Jose, Californie, États-Unis           | Combat de la soirée.                                        |
| Victoire | 16-11  | Mike Swick       | KO (coups de poing)                            | UFC on Fox: Henderson vs. Diaz           | 8 décembre 2012   | 2     | 2:31  | Seattle, Washington, États-Unis            |                                                             |
| Victoire | 15-11  | Luis Ramos       | TKO (coups de genou et coups de poing)         | UFC on FX: Maynard vs. Guida             | 2 juin 2012       | 2     | 4:20  | Atlantic City, New Jersey, États-Unis      |                                                             |
| Victoire | 14-11  | Stephen Thompson | Décision unanime                               | UFC 145: Jones vs. Evans                 | 21 avril 2012     | 3     | 5:00  | Atlanta, Géorgie, États-Unis               |                                                             |
| Victoire | 13-11  | Chris Cope       | TKO (coups de poing)                           | UFC 143: Diaz vs. Condit                 | 4 février 2012    | 2     | 1:19  | Las Vegas, Nevada, États-Unis              |                                                             |
| Défaite  | 12-11  | Seth Baczynski   | Soumission (étranglement en guillotine)        | UFC 139: Shogun vs. Henderson            | 19 novembre 2011  | 2     | 0:42  | San Jose, Californie, États-Unis           |                                                             |
| Victoire | 12-10  | John Howard      | Décision unanime                               | UFC Live: Kongo vs. Barry                | 26 juin 2011      | 3     | 5:00  | Pittsburgh, Pennsylvanie, États-Unis       |                                                             |
| Défaite  | 11-10  | Brian Foster     | Soumission (étranglement en guillotine)        | UFC 123: Rampage vs. Machida             | 20 novembre 2010  | 2     | 2:11  | Auburn Hills, Michigan, États-Unis         |                                                             |
| Défaite  | 11-9   | Chris Lytle      | Soumission (étranglement en triangle inversé)  | UFC 116: Lesnar vs. Carwin               | 3 juillet 2010    | 2     | 2:02  | Las Vegas, Nevada, États-Unis              |                                                             |
| Défaite  | 11-8   | Ricardo Almeida  | Soumission (étranglement arrière)              | UFC 111: St-Pierre vs. Hardy             | 27 mars 2010      | 2     | 3:30  | Newark, New Jersey, États-Unis             |                                                             |
| Victoire | 11-7   | James Wilks      | TKO (coups de poing)                           | UFC 105: Couture vs. Vera                | 14 novembre 2009  | 3     | 2:26  | Manchester, Angleterre                     |                                                             |
| Victoire | 10-7   | Pete Sell        | TKO (coups de poing)                           | UFC 96: Jackson vs. Jardine              | 7 mars 2009       | 1     | 1:32  | Columbus, Ohio, États-Unis                 |                                                             |
| Victoire | 9-7    | Ryan Thomas      | Soumission (clé de bras)                       | UFC 91: Couture vs. Lesnar               | 15 novembre 2008  | 2     | 0:57  | Las Vegas, Nevada, États-Unis              |                                                             |
| Défaite  | 8-7    | Kim Dong-Hyun    | Décision partagée                              | UFC 88: Breakthrough                     | 6 septembre 2008  | 3     | 5:00  | Atlanta, Géorgie, États-Unis               |                                                             |
| Victoire | 8-6    | Matt Arroyo      | TKO (coups de poing)                           | The Ultimate Fighter 7 Finale            | 21 juin 2008      | 2     | 3:40  | Las Vegas, Nevada, États-Unis              |                                                             |
| Défaite  | 7-6    | Chris Lytle      | Soumission (étranglement en guillotine)        | UFL: Fight Night at Conseco Fieldhouse   | 11 août 2007      | 2     | 2:49  | Indianapolis, Indiana, États-Unis          |                                                             |
| Victoire | 7-5    | Dan Kolbasowski  | Soumission (clé de bras)                       | Pride 32: The Real Deal                  | 6 juillet 2007    | 1     | 1:37  | Cleveland, Ohio, États-Unis                |                                                             |
| Défaite  | 6-5    | Daniel Moraes    | Soumission (clé de bras)                       | GFC: Evolution                           | 19 mai 2007       | 1     | 2:32  | Cleveland, Ohio, États-Unis                |                                                             |
| Défaite  | 6-4    | Jesse Chilton    | Soumission (étranglement bras-tête)            | Next Level Fighting 8                    | 10 mars 2007      | 3     | 3:23  | Steubenville, Ohio, États-Unis             |                                                             |
| Victoire | 6-3    | Douglas Lima     | TKO (coups de poing)                           | ISCF: Invasion                           | 9 février 2007    | 2     | 2:50  | Kennesaw, Géorgie, États-Unis              | Remporte le titre des poids mi-moyens East Coast de l'ISCF. |
| Victoire | 5-3    | Matt Arroyo      | TKO (coups de poing)                           | Real Fighting Championships              | 4 novembre 2006   | 2     | 2:50  | Tampa, Floride, États-Unis                 |                                                             |
| Victoire | 4-3    | Jason Nickoson   | Soumission (étranglement en triangle)          | Fightfest 8                              | 20 octobre 2006   | 1     | 0:51  | Cleveland, Ohio, États-Unis                |                                                             |
| Défaite  | 3-3    | Chris Liguori    | Soumission (étranglement arrière)              | CITC 3: Marked Territory                 | 30 septembre 2006 | 2     | 0:42  | Lincroft, New Jersey, États-Unis           |                                                             |
| Défaite  | 3-2    | Mikey Gomez      | Soumission (étranglement arrière)              | Absolute Fighting Championships 17       | 24 juin 2006      | 1     | 3:35  | Boca Raton, Floride, États-Unis            |                                                             |
| Victoire | 3-1    | Brian King       | Soumission (clé de bras)                       | Broken Reflection                        | 20 mai 2006       | 1     | 3:27  | Toledo, Ohio, États-Unis                   |                                                             |
| Défaite  | 2-1    | Pete Spratt      | Décision unanime                               | International Freestyle Fighting 1       | 6 mai 2006        | 3     | 5:00  | Fort Worth, Texas, États-Unis              |                                                             |
| Victoire | 2-0    | Joey Whitt       | KO (coups de poing)                            | GFL: Brawl at the Buckeye                | 10 février 2006   | 1     | 0:39  | Columbus, Ohio, États-Unis                 |                                                             |
| Victoire | 1-0    | Ricardo Martinez | Soumission (clé de nuque)                      | Higher Power Fighting                    | 8 octobre 2005    | 1     | 2:54  | Lancaster, Ohio, États-Unis                |                                                             |